# Halles de La Ferté-Bernard
Le bâtiment des Halles de La Ferté-Bernard est un édifice protégé des monuments historiques situé à La Ferté-Bernard dans le département français de la Sarthe.

## Description

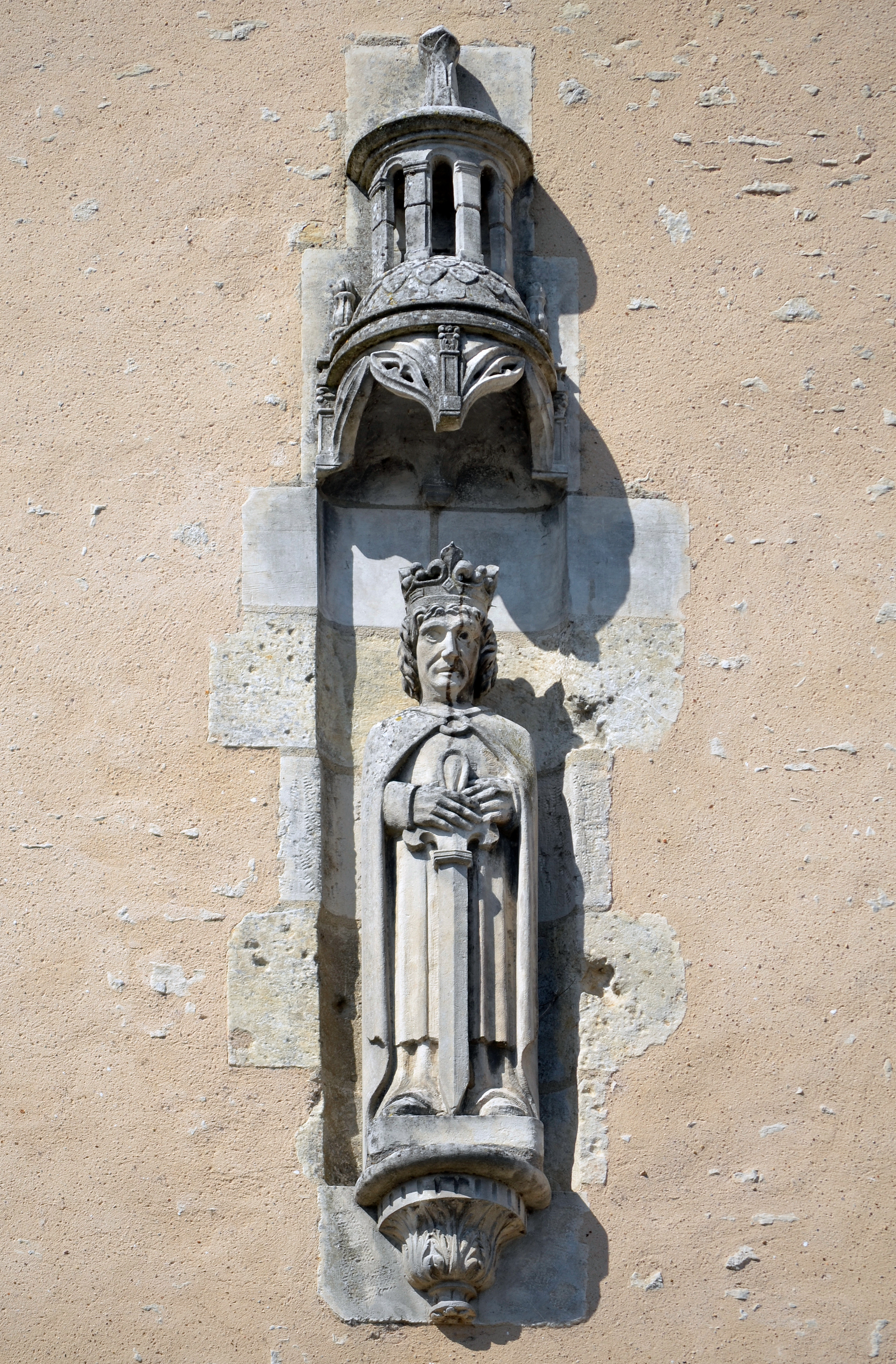
Statue ornant la façade.

La principale façade, haute de 20 mètres, est ornée d'une statue de Saint-Louis, patron des marchands.

## Histoire
Anciennes halles aux toiles et aux grains, le lieu est désormais dévolu à des expositions.
Inscrit au titre des monuments historiques depuis le 5 décembre 1973, l'édifice a fait l'objet d'une restauration importante entre 2006 et 2008.